# Сефро
Сефро (итал. Sefro) — коммуна в Италии, располагается в регионе Марке, в провинции Мачерата.
Население составляет 433 человека (2008 г.), плотность населения составляет 10 чел./км². Занимает площадь 42 км². Почтовый индекс — 62030. Телефонный код — 0737.
В коммуне 15 августа особо празднуется Успение Пресвятой Богородицы.

## Демография
Динамика населения:

## Администрация коммуны
- Официальный сайт: http://www.sefro.sinp.net/